# سناء التكمجي
سناء التكمجي (27 نوفمبر 1952)، ممثلة عراقية، اشتهرت بدبلجة أفلام الكرتون، ابتعدت عن المجال الفني عام 1987.

## حياتها ومشوارها المهني
ولدت في بغداد، درست التمثيل في المعهد العالي للفنون المسرحية كانت تريد إكمال دراستها العليا لكنها لم تستطيع بسبب انشغالها بحياتها الأسرية، خلال السنة الدراسية الأخيرة شاركت مع مجموعة من الشباب والشابات ومن على مسرح عمومي ضمن فرقة محترفة هي (فرقة المسرح الفني الحديث) حيث جمعت هذه الفرقة روّاد من المسرح العراقي وقدّمت معهم مسرحية (العالم على راحة يد) وهي لمؤلف روسي وإخراج الفنان جواد الأسدي، كانت تلك المسرحية هي أول وآخر عمل مسرحي قدّمته للجمهور عام 1975 ، تخرّجت من الجامعة عام 1978 بتقدير جيد جداً، لم تفكر في الانخراط بالعمل الفني، لانشغالها بأمومتها حينها. عام 1979 اتجهت إلى التعليم وعملت مدرسة في التعليم الثانوي، في تدريس مادة (الاقتصاد المنزلي) للبنات ثم انتقلت لتعليم مادة ( الرسم والخط) في مدرسة تجريبية للأولاد الصغار، تركت التعليم بعد سنتين ونصف وغادرت العراق نحو الاغتراب في 12 فبراير 1981 ولم تعد إليهانتقلت بعدها مع زوجها إلى دولة الكويت للعمل في (مؤسسة الإنتاج البرامجي المشترك لدول الخليج العربي) بدأت في ترجمة النصوص الكرتونية قبل البدء بتصوير افتح يا سمسم، أول نص ترجمته هو(الرجل الحديدي)، .
عام 1982 قرّرت المؤسسة إنتاج (الجزء الثاني) من المسلسل التربوي التعليمي (افتح يا سمسم) فتمَّ ترشيحها لأداء دور المعلمة (مريم).
بعدها قدّمت لها بعض شركات الإنتاج و تلفزيون الكويت عروضا لأعمال درامية، لم تشارك إلا في ثلاثية (العمر محطات) ، عام 1987 انتقلت للعيش في المغرب وابتعدت عن الفن لتتفرغ لحياتها الأسرية.

## حياتها الأسرية
تزوّجت من المخرج ورجل الأعمال العراقي فائق الحكيم الذي أخرج عدة أعمال أبرزها حكايات عالمية رُزِقت منه بولدين هُما سيف وعلاء.

## أعمالها

### التمثيل والدوبلاج
- (1979): ليدي أوسكار : (رسوم متحركة) بدور جين بالو
- (1980) : الحوت الأبيض : عدنان ولينا (مغامرات عدنان) : انمي بدور لينا
- (1981) : العمر محطات (ثلاثية تلفزيونية)
- (1984) : افتح يا سمسم (ج2): مسلسل بدور المعلمة مريم
- (1986) : أطفالنا أكبادنا (مسلسل )

### التأليف والترجمة
- (1975):سنان رسوم متحركة( الترجمة)
- (1976): حكايات عالمية رسوم متحركة (الترجمة)
- (1981):الرجل الحديديرسوم متحركة (الترجمة والإعداد)
- (1985):بومبو السيارة المرحةرسوم متحركة (الترجمة)
- (1989) :فلونةرسوم متحركة (الترجمة)

## روابط خارجية
- سناء التكمجي على موقع قاعدة بيانات الأفلام العربية